# Saga Antica di Sant'Olaf
La Saga Antica di Sant'Olaf, o Prima Saga di Sant'Olaf, è una delle saghe dei re, e la prima biografia in norreno di re Óláfr Haraldsson. I primi studiosi la giudicarono essere tra le prime saghe mai scritte, forse intorno al 1160, ma studi più recenti hanno spostato la data alla fine del XII secolo. Un frammento di sapore agiografico è stato ritenuto in passato appartenente alla saga ma recenti ricerche indicano che proviene da un altro testo. Come altre saghe dei re, la Saga Antica di Sant'Olaf utilizza la poesia scaldica per ornare la narrazione.
Si sono preservati solo sei o sette brevi frammenti dell'opera, ma la Saga Leggendaria di Sant'Olaf è chiaramente basata fortemente su di essa ed è spesso usata per far supposizioni sulla prima. Snorri Sturluson usò la Saga Antica od opere da essa derivate quando compose la sua Saga Separata di Sant'Olaf e l'Heimskringla; si pensa che anche Styrmir Kárason abbia fatto uso della Saga Antica per comporre la sua Óláfs saga helga.